# Подключичная артерия
Подключи́чная арте́рия (лат. a. subclavia) — парная артерия; правая начинается от плечеголовного ствола, левая от дуги аорты, являясь одними из главных артерий верхнего плечевого пояса, а также головы и шеи.
Образуя выпуклую кверху дугу, подключичная артерия огибает купол плевры и через верхнюю апертуру грудной клетки выходит на шею, проходит в межлестничный промежуток, где лежит в одноимённой борозде первого ребра. Выйдя из межлестничного промежутка, артерия у внешнего края первого ребра продолжается в подмышечную артерию, последняя переходит в плечевую артерию.
Подключичная артерия имеет три отдела:
- первый — от места её начала до входа в межлестничный промежуток;
- второй — в межлестничном промежутке;
- третий — от межлестничного промежутка до входа в подмышечную полость.

## Первый отдел
Первым отделом подключичной артерии является её отрезок, располагающийся до входа в межлестничный промежуток. Здесь от неё отходит ряд ветвей:
- позвоночная артерия[англ.]* (лат. a. vertebralis);
- внутренняя грудная артерия (лат. a. thoracica interna);
- щитошейный ствол (лат. truncus thyrocervicalis).

### Позвоночная артерия

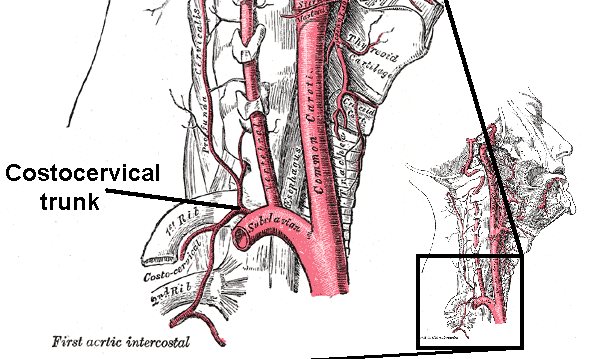

Позвоночная артерия (просвет в норме 1,9−4,4 мм) (лат. a. vertebralis) — это ветвь подключичной артерии, входит в поперечное отверстие VI шейного позвонка и пролегает в канале, образованном отверстиями в поперечных отростках шейных позвонков. Вместе с артерией проходит позвоночная вена (лат. v. vertebralis). Выйдя из поперечного отверстия первого шейного позвонка, позвоночная артерия проходит в её борозде (лат. sulcus a. vertebralis). Пронизав заднюю атланто-затылочную мембрану (лат. membrana atlantooccipitalis) и твёрдую мозговую оболочку (лат. dura mater), артерия проходит через большое затылочное отверстие (лат. foramen magnum) в заднюю черепную ямку (лат. fossa cranii posterior), где соединяется с позвоночной артерией противоположной стороны, образуя базилярную артерию (лат. а. basilaris), которая расположена в одноимённой борозде моста.
Различают четыре сегмента позвоночной артерии:
- передпозвоночный (V1) — от подключичной артерии до входа в поперечное отверстие VI шейного позвонка,
- шейный (V2) — в поперечных отверстиях VI—II шейных позвонков,
- атлантовый (V3) — в поперечном отверстии и одноимённой борозде I шейного позвонка,
- внутричерепной (V4) — в полости черепа.

На шее от позвоночной артерии отходят спинномозговые ветви (лат. rr. spinales), которые через межпозвонковые отверстия проникают в позвоночный канал. В полости черепа от позвоночной артерии отходят:
- передняя спинномозговая артерия (лат. a. spinalis anterior) — правая и левая, соединяются в один ствол, который опускается по передней срединной щели продолговатого и спинного мозга;
- задняя спинномозговая артерия (лат. a. spinalis posterior), парная, опускается по задней поверхности продолговатого и спинного мозга; спинномозговые артерии, идя вдоль спинного мозга, анастомозируют со спинномозговыми ветвями позвоночных, межрёберных и поясничных артерий;
- задняя нижняя мозжечковая артерия (лат. a. cerebelli inferior posterior) — разветвляется на нижней поверхности полушария мозжечка.

Левая и правая позвоночные артерии отличаются, начало левой медиальнее, расположена глубже, длина больше.

#### Патологии
Кровоток по артерии может быть нарушен, до полного прекращения при движениях головы, из-за передавливания артерии остеофитами при шейном остеохондрозе, что может приводить к ишемии мозжечка, ретикулярной формации, внутреннего уха (синдром Унтерхарншейдта, сопровождающийся мышечной атонией, потерями сознания, шумом в ушах).

### Внутренняя грудная артерия

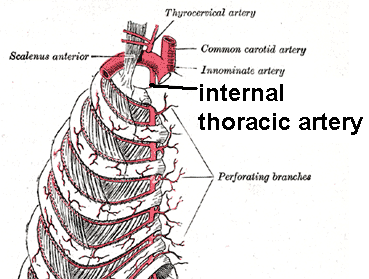

Внутренняя грудная артерия (лат. a. thoracica interna) — отходит от нижней поверхности подключичной артерии. Она кровоснабжает тимус, соединительную ткань верхнего и нижнего переднего средостения, главные бронхи, небольшие ветви отходят к перикарду, пристеночной плевре, кровоснабжает грудину, диафрагму, межрёберные и грудные мышцы, прямую мышцу живота и кожу данной области. Идёт в верхнем и нижнем средостении. В верхнем: позади грудино-ключичного сустава. В нижнем: сзади хрящей первого-седьмого рёбер на 2 см латеральней, и от бокового края грудины, под внутригрудной фасцией. Ниже хряща седьмого ребра она разветвляется на мышечно-диафрагменную и верхнюю надчревную артерию. Последняя будет анастомозировать с нижней надчревной артерией (лат. a. epigastrica inferior), которая относится к бассейну наружной подвздошной артерии (лат. a. iliaca externa).
Также от неё отходят:
- перикардодиафрагмальная артерия (лат. a. pericardiacophrenica);
- верхняя надчревная артерия — входит во влагалище прямой мышцы живота и как было сказано раньше, анастомозирует с нижней надчревной артерией (лат. a.epigastrica inferior), которая относится к бассейну наружной подвздошной артерии (лат. a. iliaca externa);
- мышечно-диафрагмальная артерия — направляется позади рёберной дуги и отдаёт передние межрёберные ветки до пятого межрёберного промежутка;
- прободающие ветви (лат. rr. perforantes) — от них у женщин отходят медиальные ветви груди (лат. rr. mammarii mediales);
- трахеальные ветви (лат. rr. tracheales);
- ветви тимуса (лат. rr. thymici);
- бронхиальные ветви (лат. rr. bronchiales);
- грудинные ветви (лат. rr. sternales);
- передние межрёберные ветви (лат. rr. intercostales anteriores) — отходят по два в каждом из пяти верхних межрёберных промежутков;
- средостенные ветви (лат. rr. mediastenalii).

### Щитошейный ствол
Щитошейный ствол (лат. truncus thyrocervicalis) короткий (около 1,5 см), толстый, отходит от подключичной артерии на уровне медиального края передней лестничной мышцы.
Ствол сразу делится обычно на 3 ветви, идущие к мышцам и органам.
1. Нижняя щитовидная артерия (лат. a. thyroidea inferior), которая следует вверх по передней поверхности длинной мышцы шеи, направляясь к щитовидной железе, она кровоснабжает щитовидную железу. Эта артерия, в свою очередь, отдает такие ветви:
- Глоточные (лат. rr. pharyngeales);
- Пищеводные (лат. rr. oesophageales);
- Трахеальные (лат. rr. tracheales);
- Нижнюю гортанную артерию (лат. a. laryngea inferior), которая анастомозирует с верхней гортанной артерией под пластинкой щитовидного хряща.

2. Надлопаточная артерия (лат. a. suprascapularis), следующая позади ключицы к вырезке лопатки; через неё артерия проходит сначала в надостную, а затем в подостную ямку, кровоснабжая лежащие в них мышцы. От подлопаточной артерии отходит акромиальная ветвь. Ветви артерии широко анастомозируют с ветвями артерии, огибающей лопатку (от подлопаточной артерии). Акромиальная ветвь анастомозирует с акромиальной ветвью, отходящей от грудоакромиальной артерии.
3. Восходящая шейная артерия (лат. a. cervicalis ascendens) — поднимается по лестничным мышцам вверх, кровоснабжает глубокие мышцы шеи и спинной мозг .
4. Поперечная артерия шеи (лат. a. transversa cervicis), которая направляется кзади между стволами плечевого сплетения на уровне медиального конца ости лопатки. Эта артерия делится на две ветви: поверхностную (лат. a. superficialis), или поверхностную шейную артерию (лат. a. cervicalis superficialis), которая кровоснабжает мышцы спины, и глубокую, которая следует вниз вдоль медиального края лопатки и кровоснабжает кожу и мышцы спины.
Ветви поперечной артерии шеи широко анастомозируют с ветвями затылочной артерии (от наружной сонной артерии) и задними межреберными артериями (от ветви грудной части аорты).

## Второй отдел
Во втором отделе от подключичной артерии отходит только одна ветвь — рёберно-шейный ствол (лат. truncus costocervicalis). Также является короткой структурой, которая практически сразу рассыпается на свои конечные ветви
Ветви рёберно-шейного ствола:
- Глубокая шейная артерия (лат. a. cervicalis profunda) направляется назад и несколько кверху, проходит под шейкой I ребра, выходит в область шеи и следует вверх до II шейного позвонка, кровоснабжая глубокие мышцы задней области шеи, а также посылая ветви к спинному мозгу в позвоночный канал. Её ветви анастомозируют с ветвями от a. vertebralis, a. cervicalis ascendens и от a. occipitalis.
- Наивысшая межрёберная артерия (лат. a. intercostalis suprema) идёт вниз, пересекает переднюю поверхность шейки I ребра, а затем II ребра и посылает в первое и второе межреберья задние межрёберные артерии (I и II) (лат. aa. intercostalis posterioris I et II). Последние, следуя в межрёберных промежутках, соединяются с передними межрёберными ветвями a. thoracica interna.

От наивысшей межрёберной артерии отходят:
а) спинномозговые ветви (лат. rr. spinalis);
б) задние ветви (лат. rr. dorsales) к мышцам спины.

## Третий отдел
В третьем отделе подключичной артерии может отходить одна артерия — поперечная артерия шеи (лат. a. transversum cervicales), но если её здесь нет, то она будет отходить напрямую от щитошейного ствола. Поперечная артерия шеи отходит от подключичной артерии у бокового края лестничной мышцы. Она пронизывает плечевое сплетение, делясь на поверхностную, которая кровоснабжает мышцы спины, и тыльную артерию лопатки, которая по медиальному краю лопатки опускается до мышц спины.
На поясе верхней конечности подключичная артерия продолжается в подмышечную артерию на уровне нижнего края I ребра.

## Гистология подключичной артерии
Подключичная артерия является артерией мышечно-эластичного типа. Её стенки построены из трёх оболочек:
- внутренняя — образована из эндотелия и подэдотелиального слоя. Эндотелий образован пластом плоских полигональной формы, вытянутых в длину клеток с неровными волнистыми краями, которые лежат на базальной мембране. Подэндотелиальний слой образован рыхлой неоформленной соединительной тканью, в которой находятся тонкие эластические и коллагеновые волокна.
- средняя — состоит из гладких мышечных клеток и эластических волокон, соотношение которых в средней оболочке составляет примерно 1:1. В этой оболочке содержится небольшое количество фибробластов и коллагеновых волокон.
- внешняя — образована рыхлой волокнистой соединительной тканью, содержащей пучки гладких миоцитов, эластических и коллагеновых волокон. В ней присутствуют сосуды сосудов (лат. vasa vasorum), которые обеспечивают трофическую функцию.

## Патологии подключичной артерии
- Отхождение правой подключичной артерии от левой части дуги аорты и неправильное её прохождение через пищевод и трахею (в результате может быть сдавливание пищевода, проблемы с глотанием);
- Окклюзия подключичной артерии — нарушение проходимости, приводящее к ишемии верхних конечностей и головного мозга;
- Стеноз подключичной артерии;
- Патологическая извитость подключичной артерии[2].